# Tasztanbek Akmatow
Tasztanbek Akmatowicz Akmatow (ur. we wrześniu 1938 we wsi Köksaj w obwodzie issykkulskim) – radziecki i kirgiski polityk, przewodniczący Prezydium Rady Najwyższej Kirgiskiej SRR w latach 1987–1990, dwukrotny Bohater Pracy Socjalistycznej (1976 i 1986), Bohater Republiki Kirgistanu (2013).
W latach 1955–1987 pracował w gospodarstwie rolnym. W 1969 ukończył technikum sowchozowe w Issyk-kul, a w 1977 zaocznie Kirgiski Instytut Gospodarstwa Wiejskiego im. K. Skriabina. Zdobył uznanie władz dzięki wprowadzeniu wydajnych rozwiązań agrotechnicznych, melioracyjnych i hodowlanych, przyczyniając się do zwiększenia produkcji rolnej. Od 8 sierpnia 1987 do 10 kwietnia 1990 przewodniczący Prezydium Rady Najwyższej Kirgiskiej SRR. Później doradca przewodniczącego Rady Ministrów Kirgiskiej SRR. 1974–1989 deputowany do Rady Najwyższej ZSRR od 9 do 11 kadencji. Od 1991 kierował gospodarstwem w rodzinnym rejonie. 1995–2001 szef Stowarzyszenia Rolników Republiki Kirgistanu.

## Odznaczenia i nagrody
- Medal „Sierp i Młot” Bohatera Pracy Socjalistycznej (dwukrotnie - 25 grudnia 1976 i 20 czerwca 1986)
- Order Lenina (trzykrotnie)
- Order Czerwonego Sztandaru Pracy (dwukrotnie)
- Nagroda Państwowa ZSRR (1982)
- Bohater Republiki Kirgiskiej (2013)
- Medal „Dank” (Kirgistan, 1997)